# 순환 모형 (우주론)
순환 모형(또는 진동 모형)은 물질 우주가 무한 또는 무한한 자립 순환을 따르는 여러 우주론적 모형 중 하나이다. 예를 들어, 1930년 알베르트 아인슈타인이 간략하게 고려한 진동 우주 이론은 우주가 빅뱅으로 시작하여 빅 크런치로 끝나는 영원한 일련의 진동을 따르는 것을 이론화했다. 그 사이에 우주는 물질의 중력 인력으로 인해 다시 붕괴되어 바운싱 되기 전까지 일정 기간 동안 팽창하게 된다.

## 개요
1920년대에 이론 물리학자들, 특히 알베르트 아인슈타인은 팽창하는 우주 모형에 대한 (영원한) 대안으로 우주 순환 모형의 가능성을 고려했다. 1922년에 알렉산더 프리드만은 진동하는 우주 이론을 소개했다. 그러나 1934년 리처드 C. 톨먼의 연구에서는 이러한 초기 시도가 순환 문제 때문에 실패했음을 보여주었다. 열역학 제2법칙에 따르면 엔트로피는 증가할 수밖에 없다. 이는 연속적인 주기가 점점 더 길어지고 커진다는 것을 의미한다. 시간을 거슬러 올라가면 현재 주기 이전의 주기는 점점 더 짧아지고 작아져서 다시 빅뱅으로 정점을 이루므로 대체되지 않다. 이 수수께끼 같은 상황은 최근 발견된 암흑 에너지 성분이 일관된 순환 우주론에 대한 새로운 희망을 제공했던 21세기 초까지 수십 년 동안 지속되었다.  2011년 20만 개의 은하계와 70억년의 우주 시간을 5년간 조사한 결과, "암흑 에너지가 우리 우주를 가속 속도로 분열시키고 있다"는 사실이 확인되었다.
하나의 새로운 순환 모형은 이전의 에크파이로틱 모형에서 파생된 우주 창조의 막 우주론 모형이다. 2001년 프린스턴 대학교의 폴 스타인하트 와 케임브리지 대학교의 닐 튜록이 제안했다. 이 이론은 우주가 한 번만 폭발하는 것이 아니라 시간이 지남에 따라 반복적으로 존재한다고 설명한다. 이 이론은 우주의 팽창을 가속화하는 우주상수로 알려진 척력적인 형태의 에너지가 표준 빅뱅 모형에서 예측한 것보다 몇 배 더 작은 이유를 잠재적으로 설명할 수 있다.
유령 에너지 개념에 기초한 다른 순환 모형은 2007년 노스캐롤라이나 대학교 채플힐 캠퍼스의 로리스 바움과 폴 프램프턴에 의해 제안되었다.
다른 순환 모형에는 등각 순환 우주론과 루프 양자 우주론이 포함된다.

## 스타인하트–튜록 모형
이 순환 모형에서는 두 개의 평행한 오비폴드 평면 또는 M-막이 고차원 공간에서 주기적으로 충돌한다. 눈에 보이는 4차원 우주는 이 막 중 하나에 놓여 있다. 충돌은 수축에서 팽창으로의 역전 또는 빅 크런치 직후 빅뱅에 해당한다. 오늘날 우리가 보는 물질과 방사선은 막 이전에 생성된 양자 요동에 의해 결정된 패턴으로 가장 최근의 충돌 중에 생성되었다. 수십억 년이 지난 후 우주는 오늘날 우리가 관찰하는 상태에 이르렀다. 수십억 년이 더 지나면 결국 다시 수축하기 시작할 것이다. 암흑에너지는 막 사이의 힘에 해당하며, 홀극, 지평, 편평도 문제를 해결하는 데 중요한 역할을 한다. 더욱이 그 순환은 과거와 미래까지 무한정 계속될 수 있고, 그 해결책은 끌개이므로 우주의 완전한 역사를 제공할 수 있다.
리처드 C. 톨먼이 보여준 것처럼, 초기 순환 모형은 우주가 불가피한 열역학적 열죽음을 겪을 것이기 때문에 실패했다. 그러나 새로운 순환 모형은 각 순환마다 순 확장을 가해 엔트로피가 축적되는 것을 방지함으로써 이를 회피한다. 그러나 모형에는 아직 해결되지 않은 주요 문제가 남아 있다. 그 중 가장 중요한 것은 끈 이론가들이 충돌하는 막을 이해하지 못하고 규모 불변 스펙트럼이 큰 위기로 인해 파괴될지 아무도 모른다는 것이다. 더욱이 우주 팽창과 마찬가지로 진공 요동을 생성하는 데 필요한 힘( 에크파이로틱 시나리오에서는 막 사이의 힘)의 일반적인 특성이 알려져 있지만 입자 물리학에서는 후보가 없다.

## 바움-프렘프턴 모형
보다 최근의 2007년 순환 모형은 팬텀 에너지 라고 불리는 이국적인 형태의 암흑 에너지를 가정한다. 이는 음의 운동 에너지를 갖고 있으며 일반적으로 우주가 빅 립으로 끝나게 만든다. 이 조건은 상태 매개변수의 우주 방정식을 사용하여 우주가 암흑 에너지에 의해 지배되는 경우 달성된다. 에너지 밀도 {\displaystyle {\rho }}, 압력 p일 때 매개변수 {\displaystyle w}는 조건 {\displaystyle w\equiv {\frac {p}{\rho }}<-1}을 만족한다. 대조적으로 스타인하트-튜록은 {\displaystyle w{\geq }-1}과 같이 가정한다. 바움-프렘프턴 모형에서는 빅 립이 발생하기 10억분의 1초(즉, 10-24 초 이하) 전에 전환이 발생하고 단 하나의 인과 패치만이 우리 우주로 유지된다. 일반 패치에는 쿼크, 렙톤 또는 힘 매개 입자가 포함되어 있지 않다. 오직 암흑에너지 만이 존재하며, 이로써 그 엔트로피는 사라진다. 이 훨씬 더 작은 우주의 단열 수축 과정은 끊임없이 사라지는 엔트로피와 회전 전에 붕괴된 블랙홀을 포함하지 않는 모든 물질에서 발생한다.
우주가 "비워진다"는 생각은 이 순환 모형의 새로운 핵심 아이디어이며, 과도한 구조 형성, 블랙홀의 확산 및 팽창, 위상 전환 등 수축 단계에서 물질이 직면하는 많은 어려움을 피한다. 양자 색역학 및 약한 대칭 복원과 같은 것이다. 이들 중 어떤 것도 단순히 열역학 제2법칙 위반을 피하기 위해 원치 않는 조기 바운스를 생성하는 경향이 있다. 조건 {\displaystyle w<-1}는 엔트로피 문제로 인해 진정한 무한 순환 우주론에서는 논리적으로 불가피할 수도 있다. 그럼에도 불구하고 접근 방식의 일관성을 확인하려면 많은 기술적 백업 계산이 필요하다. 모형이 끈 이론에서 아이디어를 차용하더라도 반드시 끈이나 더 높은 차원에 적용되는 것은 아니지만 이러한 추측 장치는 내적 일관성을 조사하는 가장 빠른 방법을 제공할 수 있다.  바움-프렘프턴 모형에서 {\displaystyle w}의 값은 −1에 임의로 가깝게 만들 수 있지만 이보다 작아야 한다.

## 기타 순환 모형
- 등각 순환 우주론(일반 상대성 이론에 기초한 로저 펜로즈의 이론)은 모든 물질이 붕괴되어 빛으로 변할 때까지 우주가 팽창하므로 우주에는 시간이나 거리 규모와 관련된 것은 아무것도 없다. 이를 통해 빅뱅과 동일해지며 다음 주기가 시작된다.
- 수축하는 우주 가지와 팽창하는 우주 가지 사이의 "양자 다리"를 예측하는 루프 양자 우주론 .

## 같이 보기
물리적 우주론:
- 빅 바운스
- 등각 순환 우주론

종교:
- 바바차크라
- 힌두교의 시간주기
- 영원회귀
- 역사적 재발
- 칼라차크라
- 시간의 수레바퀴

## 참고문헌
- Steinhardt, P. J.; Turok, N. (2007). 《Endless Universe》 (미국 영어). New York, New York: Doubleday. ISBN 978-0-385-50964-0.
- Tolman, R. C. (1987) [1934]. 《Relativity, Thermodynamics, and Cosmology》. New York: Dover. ISBN 978-0-486-65383-9. LCCN 34032023.
- Baum, L.; Frampton, P. H. (2007). “Turnaround in Cyclic Cosmology”. 《Physical Review Letters》 98 (7): 071301. arXiv:hep-th/0610213. Bibcode:2007PhRvL..98g1301B. doi:10.1103/PhysRevLett.98.071301. PMID 17359014.
- Dicke, R. H.; Peebles, P. J. E.; Roll, P. G.; Wilkinson, D. T. (1965). “Cosmic Black-Body Radiation.”. 《The Astrophysical Journal》 (영어) 142: 414. Bibcode:1965ApJ...142..414D. doi:10.1086/148306. ISSN 0004-637X.
- S. W. Hawking and G. F. R. Ellis, The large-scale structure of space-time (Cambridge, 1973).
- Penrose, Roger (2010). 《Cycles of Time: an extraordinary new view of the universe》 (미국 영어). London: The Bodley Head. ISBN 978-0-224-08036-1.